# Hystrix pumila
Hystrix pumila là một loài động vật có vú trong họ Nhím lông Cựu Thế giới, bộ Gặm nhấm. Loài này được Günther mô tả năm 1879.